# Leave a Little Love
«Leave a Little Love» — песня шведского диджея и продюсера Алессо и голландского диджея Армина ван Бюрена. Она была выпущена 25 февраля 2021 года лейблами Kontor Records и Universal. Это также их первая совместная работа над оригинальной песней.

## Отзывы критиков
Элли Маллинс из We Rave You прокомментировала: «Мощный и гимнический вокал движет композицией в правильном направлении, действуя как вишенка на вершине восхитительно звучащего торта».

## Музыкальный клип
Музыкальный клип вышел 7 марта 2021 года.

## Другие версии
В марте 2021 года ван Бюрен выпустил версию «Club Mix», в которой есть элемент прогрессивного транса.

## Чарты

### Недельные чарты
| Чарт (2021—2024)                           | Высшая позиция |
| ------------------------------------------ | -------------- |
| Бельгия/Фландрия (Ultratip Bubbling Under) | 26             |
| Венгрия (Dance Top 40)                     | 9              |
| Венгрия (Rádiós Top 40)                    | 10             |
| Нидерланды (Dutch Top 40)                  | 23             |
| Нидерланды (Single Top 100)                | 62             |
| США (Billboard Hot Dance/Electronic Songs) | 19             |
| США (Billboard Dance/Mix Show Airplay)     | 5              |

### Годовые чарты
| Чарт (2021)                               | Позиция |
| ----------------------------------------- | ------- |
| Hungary (Dance Top 40)                    | 88      |
| Hungary (Rádiós Top 40)                   | 61      |
| US Hot Dance/Electronic Songs (Billboard) | 67      |

| Чарт (2022)            | Позиция |
| ---------------------- | ------- |
| Hungary (Dance Top 40) | 67      |

| Чарт (2023)            | Позиция |
| ---------------------- | ------- |
| Hungary (Dance Top 40) | 64      |

| Чарт (2024)            | Позиция |
| ---------------------- | ------- |
| Hungary (Dance Top 40) | 48      |

## Сертификации
| Регион                                                                      | Сертификация | Продажи |
| --------------------------------------------------------------------------- | ------------ | ------- |
| Нидерланды (NVPI)                                                           | Золотой      | 40 000  |
| Данные о продажах + прослушиваниях приведены только на основе сертификации. |              |         |

## История релиза
| Регион | Дата            | Формат                       | Версия       | Лейбл            | Примечания |
| ------ | --------------- | ---------------------------- | ------------ | ---------------- | ---------- |
| Разные | 25 февраля 2021 | Цифровое скачивание стриминг | Оригинальная | Kontor Universal | [ 20 ]     |
| Разные | 12 марта 2021   | Цифровое скачивание стриминг | Club mix     | Armind           | [ 21 ]     |